# إيفو رون
إيفو رون (16 يناير 1967 بغواياكيل في الإكوادور - ) هو لاعب كرة قدم إكوادوري في مركز الوسط. شارك مع منتخب الإكوادور لكرة القدم. أما مع النوادي، فقد لعب مع سوسيداد ديبورتيفو كيتو ونادي إيميلك.

## وصلات خارجية
- إيفو رون على موقع قاعدة بيانات كرة القدم.إي يو (الإنجليزية)
- إيفو رون على موقع ناشيونال فوتبول تيمز (الإنجليزية)